# NGC 672
NGC 672 è un galassia spirale barrata (SB(s)cd) situata nella costellazione del Triangolo alla distanza di circa 8 Megaparsec dalla Terra. La sua massa è stimata in circa 8 miliardi di masse solari.
Si trova a circa 85.000 anni luce da un'altra galassia spirale, la IC 1727 con la quale interagisce gravitazionalmente. Infatti sono stati individuati filamenti di materia oscura che collegano le due galassie.
NGC 672 assieme a IC 1727 e NGC 784 fa parte del Gruppo di NGC 672, che comprende anche quattro galassie nane irregolari (AGC 110482, AGC 111945, AGC 111946 e AGC 112521).

## Galleria d'immagini

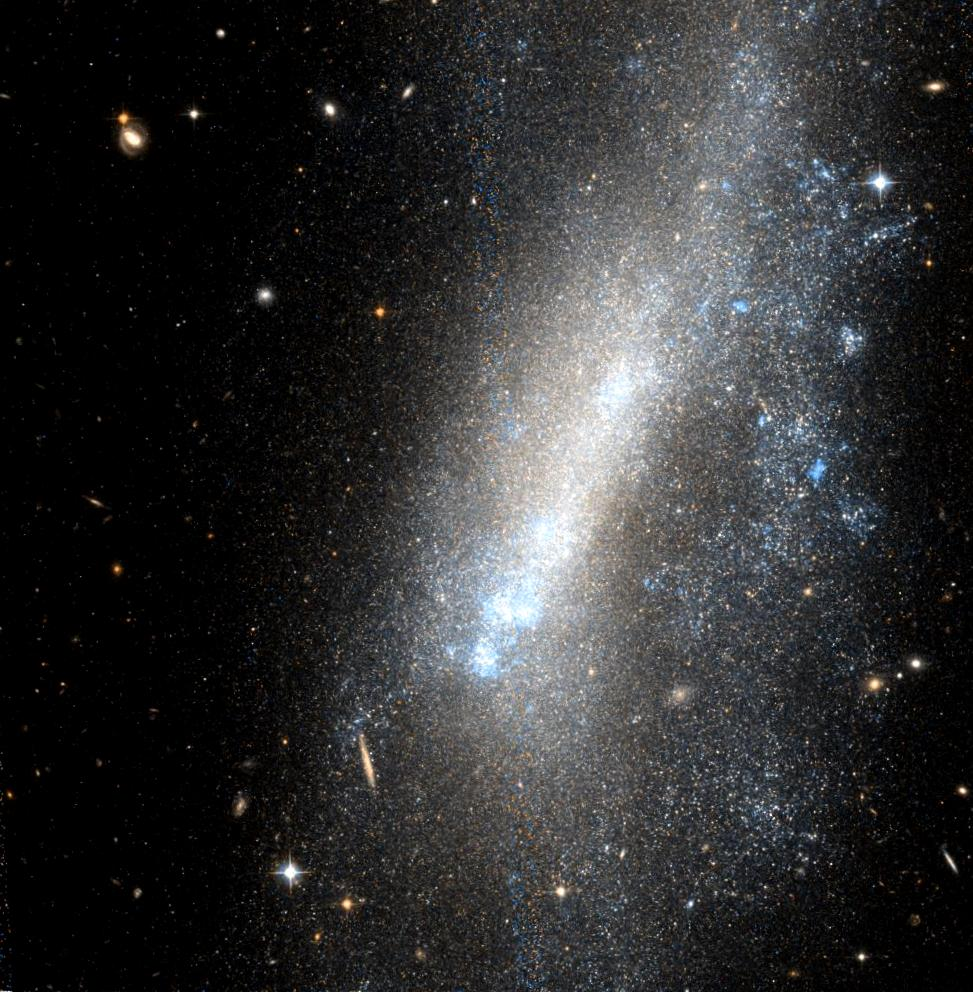
IC 1727, la galassia compagna di NGC 672  (Telescopio spaziale Hubble)
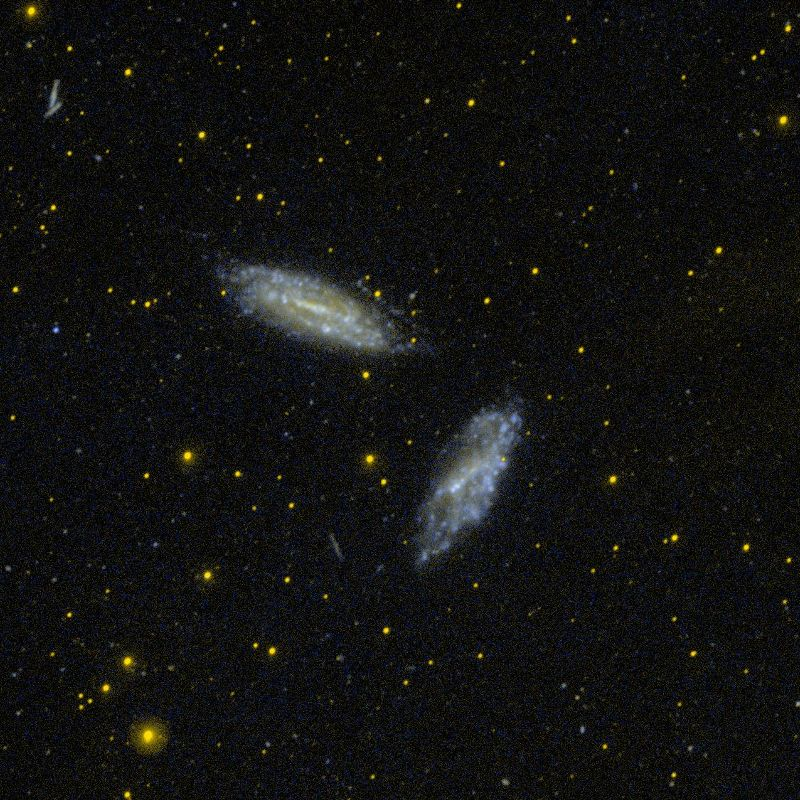
Gruppo NGC 672/IC 1727  (NGC 672 in alto a sinistra)  (GALEX)